# Вишеград (громада)
Вишеград (серб. Општина Вишеград) — боснійська громада, розташована в регіоні Істочно-Сараєво Республіки Сербської. Адміністративним центром є місто Вишеград.